# 山口あや
山口 あや（やまぐち あや、1987年9月26日 - ）は、日本のフリーアナウンサー、ラジオパーソナリティ、MC、タレント、歯科衛生士。フリーランスで栃木県周辺のMC・司会業を中心にラジオパーソナリティとしても活動中。

## 経歴・人物
栃木県立宇都宮中央女子高等学校卒業後、手に職をつけるため歯科系専門学校へ進学。2008年から宇都宮市内の歯科医院にて歯科衛生士として勤務していた。東日本大震災を機に、学生時代からの願望だったアナウンサーを目指すことを決意。番組出演もあるツインリンクもてぎエンジェル（以下、エンジェル）のオーディションを受け、2013年からエンジェルの15期生として、2015年まで活動した。エンジェルの同期には下川原リサがいる。
エンジェルとしてRADIO BERRYに出演したことがラジオに携わるきっかけとなった。エンジェル卒業後は同局のレポーターを務め、のちに同局やLuckyFM茨城放送のパーソナリティを務めている。LuckyFMでは定時ニュースなどのアナウンス業務も担当（#担当番組参照）。
2016年、さくら市喜連川温泉PR大使「さくらメイツ」に、2018年からは栃木シティFCの専属スタジアムDJに就任した。2022年12月から栃木県「いちご王国」アンバサダーを、2024年5月からは茂木町のふるさと応援大使を委嘱され、2024年11月にはとちぎ未来大使に任命された 。経歴を生かして歯科セミナーなどのMC・司会も担当している。
2023年11月からマネジメント義務をTint Roomに委託し、公式プロフィールが同社サイトに掲載された。
大好物はラーメン。ラーメンソムリエの資格を取得し、ラーメンYouTuberとしての活動も開始した。実家は宇都宮市でラーメン店を営んでいる。

## 担当番組

### 現在の担当番組
LuckyFM茨城放送
- HAPPYパンチ!（木曜9:00 - 13:00、2022年3月31日[24] - ）
- わがままバイクライフ（土曜20:30 - 21:00[25]、2022年10月1日[26] - ）
- 定時ニュース（木曜14:00、15:00）[27]

とちぎテレビ
- イブ6プラス（18:00 - 19:00）
  - 第1、第5金曜[注 5]ゲスト（2022年4月1日[29] - ）

RADIO BERRY
- B・E・A・T（16:00 - 18:55）
  - 水曜パーソナリティ[31]（2024年4月3日[32] - ）

宇都宮ケーブルテレビ
- LRTで宇都宮旅 ライトライン情報局[33]（2024年5月27日[34] - 、隔月出演）

### 過去の出演番組
- コチラ deダンス（イブニング6のコーナー）（2013年 - 2015年、とちぎテレビ）[注 6]
- ツインリンクもてぎFUN!TIME（2013年 - 2019年3月29日[35]、RADIO BERRY）[注 7]
- B・E・A・T（RADIO BERRY）
  - リポーター（2016年4月6日[36] - 2020年3月26日[37]）
  - 木曜パーソナリティ（2020年4月2日[38] - 2021年4月1日[39]）
- ナチュラリズム（2017年7月2日[40] - 2020年3月29日[41]、RADIO BERRY）
- 今夜はLucky Night～あやペンウェンズデー～（2023年4月5日[注 8] - 2024年3月28日[44]、LuckyFM茨城放送）

### CM出演
- ファディー宇都宮中今泉（2024年8月15日 - 9月15日、とちぎテレビ）[45]

### イベント
- 東京オートサロン2020「スタンレー電気ブース」イベントMC（幕張メッセ・2020年1月10日 - 12日）[46]
- 東京オートサロン「KUHL&VRARVAブース」MC（幕張メッセ・2023年[47] - 2024年[48]）
- Honda All TypeR World Meeting（モビリティリゾートもてぎ・2023年5月6日）MC（相沢菜々子がゲスト出演[49]）
- KUHL&VRARVA 大感謝オフ会MC（富士スピードウェイ・2023年 - 2024年）[47]
- 若者未来デザインフォーラム（栃木県総合文化センター・2024年2月24日）MC（U字工事、P.O.Pがゲスト出演[50]）